# Busby Berkeley
Busby Berkeley (Los Angeles, Kalifornia, 1895. november 29. – Palm Desert, Kalifornia, 1976. március 14.) amerikai filmrendező és koreográfus.

## Életpályája és munkássága
Katonai akadémiára járt, majd színi pályára lépett, s a Broadwayon dolgozott. Zenés játékokat rendezett, s a táncokat tervezte, betanította. 1914–1918 között tüzérségi hadnagy volt. 1930-ban Hollywoodba került, ahol hasonló – zenés – munkáival vált ismertté. Főként Lloyd Bacon amerikai filmrendező munkatársaként tevékenykedett. 1933–1938 között az Aranyások-trilógia (Aranyásók 1933-ban, Aranyásók 1935-ben, Aranyások Párizsban) koreográfusa volt. 1936–1949 között önálló filmrendezőként dolgozott. Alkotásai közül a magyar nézők is ismerték a La Conga (1940), valamint a Nem gyerekjáték (1939) című Mickey Rooney- és Judy Garland-filmeket.

## Családja és magánélete
Szülei: William Gillette (1853–1937) amerikai színész és Gertrude Berkeley (1864–1946) amerikai színésznő volt. Négyszer kötött házasságot. Első felesége Claire James (1920–1986) amerikai színésznő volt. Ezt követően Etta Judd volt a párja. 1929–1931 között Esther Muir (1903–1995) amerikai színésznővel élt együtt. 1934–1935 között Merna Kennedy (1908–1944) amerikai színésznő volt a felesége.

## Filmjei
| - A spanyol kölyök (The Kid from Spain) (1932) - Paradicsommadár (1932) - 42. utca foglya (1933) - Aranyásók 1933-ban (1933) - Rivaldafény parádé (1933) - Botrány Rómában (Roman Scandals) (1933) - Csodabár (Wonder Bar) (1934) - Hölgyek (Dames) (1934) - Üstökös a Broadway felett (Stars Over Broadway) (1935) - Aranyásók 1935-ben (1935) - A szerelemért élek (I Live for Love) (1935) - Hollywood Hotel (1937) - Broadway-szerenád (1939) - Óz, a csodák csodája (1939) - Annie, a mesterlövész (1950) - Millió dolláros hableány (Million Dollar Mermaid) (1952) - Kisvárosi lány (Small Town Girl) (1953) - Jumbo (1962) | - Hölgyek (Dames) (1934) - Aranyásók 1935-ben (1935) - Tiszta fények (Bright Lights) (1935) - A szerelemért élek (I Live for Love) (1935) - Hollywood Hotel (1937) - Az üldözött (They Made Me a Criminal) (1939) - Nem gyerekjáték (1939) - A nagy riport (1939) - Negyven kis mama (Forty Little Mothers) (1940) - La Conga (1940) - Ziegfeld Girl (1941) - Ó, légy jó hozzám! (1941) - Tavasz a Broadway-n (1941) - Nekem és kedvesemnek (1942) - Cinderella Jones (1946) - Hagyj ki a játékból (1949) - Annie, a mesterlövész (1950) - Big Town (1954–1955) |